# Abstinenca
Abstinenca (iz lat.) vzdržnost; odpoved nekaterim užitkom, predvsem alkoholnim pijačam (alkoholizem) in spolnim odnosom; prid. abstinenčen. – Abstinenčni pojavi, motnje, ki nastanejo po nenadni odtegnitvi snovi, ki povzroča zasvojenost: nespečnost, razbijanje srca, znojenje, občutek strahu in halucinacije; v hudih primerih abstinenčni delirij, ki se lahko konča s smrtjo.